# Божевільна середа, або Гріх Гарольда Діддлбока
«Божевільна середа, або Гріх Гарольда Діддлбока» (англ. The Sin of Harold Diddlebock) — американський комедійний фільм 1947 року.
Є дві англійські версії фільму — «The Sin of Harold Diddlebock» і «Mad Wednesday», який вийшов трохи пізніше. Це було через те, що оригінальний варіант був не дуже комерційно успішним. Проте у «Mad Wednesday» теж були не дуже хороші збори.

## Сюжет
Через двадцять три роки після того, як Гарольд Діддлбок (Гарольд Ллойд) забив переможний гол для своєї команди з американського футболу, він виявляє, що застряг на нудній роботі бухгалтером, яку виконує вже багато років. Гарольд приходить до свого пихатого боса — рекламного магната Джорджа Вагглбурі (Реймонд Волберн) з проханням відпустити його, і не отримує нічого, крім крихітної пенсії. Він блукає безцільно вулицями, затиснувши в руках свої скромні заощадження всього життя. Гарольд потрапляє спочатку на іподром, а потім в бар, де він розповідає бармену (Едгар Кеннеді), що ніколи не пив спиртного в своєму житті. Бармен створює міцний коктейль, який він називає «Діддлбок», одного ковтка якого достатньо для звільнення Гарольда від усіх своїх внутрішніх заборон.

## У ролях
- Гарольд Ллойд — Гарольд Діддлбок
- Джиммі Конлін — Вормі
- Раймонд Вальбурн — І. Дж. Вагглбурі
- Ліонел Стендер — Макс
- Маргарет Гемільтон — Флора